# 미스티컬
미스티컬 (Mystikal, 본명: Michael Lawrence Taylor , 1970년 9월 22일 ~ )은 미국의 힙합 가수이다. 대표 곡으로 Danger (Been So Long) 등이 있다.

## 음반
정규 앨범
- Mystikal (1995)
- Mind of Mystikal (1995)
- Unpredictable (1997)
- Ghetto Fabulous (1998)
- Let's Get Ready (2000)
- Tarantula (2001)
- Original (2013)